# 愛媛海運
愛媛海運株式会社（えひめかいうん）は、愛媛県今治市恵美須町に本社を置く海運会社。

## 概要
1956年に赤尾柳吉ら7名の出資で貨物船の保有・運航を目的に設立。出資者達は愛媛汽船（今治周辺の旅客航路運航する事業者を統合した海運会社）への集約に加わった人たちであった。同年5月に「冨士丸」を竣工させ、川崎汽船に用船を行い事業を開始。なお、「冨士丸」は今治造船の鋼船第1号船であった。
現在は11隻の船舶を保有し、川崎汽船などに用船するなど船舶賃貸業を営んでいる。

## 関連会社
- 藤川海運株式会社